# OMタクシー

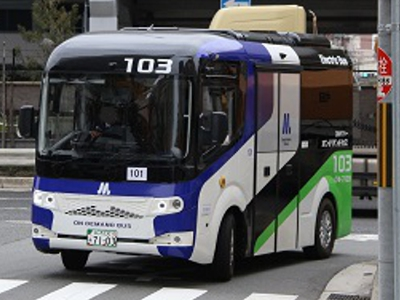
西・港エリア等で走るOsaka Metro保有のEVオンデマンドバス

OMタクシー株式会社（オーエムタクシー）は、大阪府大阪市鶴見区放出東三丁目に本社を置く、Osaka Metro Groupに属するタクシー事業者である。また、Osaka Metroが展開するオンデマンドバスの受託運行も行っている。
Osaka Metroは、日本交通(東京都)傘下のナショナルタクシー放出営業所を買収し2024年6月24日に設立した会社で、同社のタクシー事業への参入は初進出となる。
営業所は本社営業所、東成営業所のほか、2025年10月31日までの期間限定運行となる森之宮エリア及び西・港エリアのオンデマンドバス拠点として森之宮営業所（Osaka Metro森之宮検査場内）と港営業所（旧大阪市交通局港営業所）がある。

## 営業所
- 本社営業所 : 大阪府大阪市鶴見区放出東三丁目36番6号
- 森之宮営業所[2] : 大阪府大阪市城東区森之宮一丁目6番115号
- 港営業所[2]：大阪府大阪市港区福崎三丁目1番81号（大阪シティバス港営業所および大阪シティバス港トレーニングセンターに併設）
- 東成営業所[2]：大阪府大阪市東成区大今里西3丁目2-17（大阪シティバス東成営業所に併設）

## タクシー事業における営業エリア
- 大阪市域交通圏[3] （大阪市、豊中市、吹田市、守口市、門真市、東大阪市、八尾市、堺市（旧美原町区域を除く）、大阪国際空港、関西国際空港（発地限定））

## 受託業務
- Osaka Metroオンデマンドバス（全エリア）[4]